# Albert Lindemann
Albert Lindemann, född 19 maj 1938, är en amerikansk historiker.
Lindemann är professor i historia vid University of California, Santa Barbara. Han disputerade 1968 vid Harvard University och har undervisat vid Stanford University. Lindemanns forskningsområde är europeisk 1800- och 1900-talshistoria. Han har skrivit ett antal verk om socialism och antisemitism.